# Rhacophorus margaritifer
Rhacophorus margaritifer es una especie de ranas que habita en Indonesia.
Esta especie está en peligro de extinción  por la pérdida de su hábitat natural.